# Джазака-Ллаху хайран
Джазака-Ллаху хайран (от араб. جَزَاكَ اللهُ خَيْرا‎, дословно — «да воздаст тебе Аллах благом»; иногда краткая форма: «Джазака-Ллах») — арабское выражение благодарности, часто используемое в арабских и других мусульманских странах, произносимое в качестве признательности за доброе отношение или помощь и являющееся короткой молитвой о человеке или людях. В отличие от используемого в арабском языке для выражения благодарности слова «шукран» (араб. شكرا‎), фразу «Джазака-Ллаху хайран» применяют независимо от этнической принадлежности.

## В Сунне
В одном из хадисов от пророка Мухаммада говорится:
«(Если) тот, кому сделают добро, скажет сделавшему его: „Да воздаст тебе Аллах благом!“ /Джазака-Ллаху хайран!/, — (он сделает больше, чем должен, выражая свою) благодарность» — ат-Тирмизи 2035, ан-Насаи в «Сунан аль-Кубра» 10008, Ибн Хиббан 3413.
Одним из проявлений благодарности Богу (Аллаху) является проявление взаимной благодарности к людям. Так, в другом хадисе говорится:
«Не благодарит Аллаха тот, кто не благодарит людей» — аль-Бухари в «аль-Адабуль-муфрад» (218).

## В Коране
Выражение связывают с Кораном, где в 60 аяте суры Ар-Рахман сказано:

Воздают ли за добро иначе, чем добром?

Оригинальный текст (ар.)هَلْ جَزَاء الْإِحْسَانِ إِلَّا الْإِحْسَانُ—  55:60 (Османов)
Благодарность в Коране в основном встречается в контексте духовной связи человека с Богом. Глагол «шакара» («благодарить», «быть благодарным») и его различные формы, образованные от существительного «шукр» («благодарность»), встречаются в Коране 75 раз.

## В других источниках
Абу Хамид аль-Газали посвятил благодарности книгу «О терпении и благодарности» (Китаб ас-Сабр ва-ш-шукр) в четвёртой части трактата «Воскрешение религиозных наук» (Ихйа' 'улум ад-дин).